# Superprestige 1989-1990
Navigation
1988-1989 1990-1991
La 8e édition du Superprestige s'est déroulée entre les mois d'octobre 1989 et février 1990. Elle comprenait onze manches disputées par les élites. Le classement général a été remporté par Danny De Bie.

## Barème
Les 15 premiers de chaque course marquent des points pour le classement général suivant le tableau suivant :
| Position           | 1er | 2e | 3e | 4e | 5e | 6e | 7e | 8e | 9e | 10e | 11e | 12e | 13e | 14e | 15e |
| Classement général | 15  | 14 | 13 | 12 | 11 | 10 | 9  | 8  | 7  | 6   | 5   | 4   | 3   | 2   | 1   |

## Hommes élites

### Résultats
| #  | Date         | Lieu                                       | Vainqueur            | Deuxième             | Troisième            | Leader du classement général |
| -- | ------------ | ------------------------------------------ | -------------------- | -------------------- | -------------------- | ---------------------------- |
| 1  | 1er octobre  | Zurich-Waid (Waidquer Zurich)              | Beat Breu            | Danny De Bie         | Thomas Frischknecht  | Beat Breu                    |
| 2  | 15 octobre   | Gieten (Cyclo-cross de Gieten)             | Paul De Brauwer      | Danny De Bie         | Henk Baars           |                              |
| 3  | 1er novembre | Zarautz (Cyclo-cross de Zarautz)           | Paul De Brauwer      | Henrik Djernis       | Frank van Bakel      |                              |
| 4  | 15 novembre  | Valkenswaard (Cyclo-cross de Valkenswaard) | Rudy Thielemans      | Martin Hendriks      | Danny De Bie         |                              |
| 5  | 25 novembre  | Rome (Cyclo-cross de Rome)                 | Thomas Frischknecht  | Roger Honegger       | Radomír Šimůnek sr.  |                              |
| 6  | 1er décembre | Gavere (Cyclo-cross d'Asper-Gavere)        | Danny De Bie         | Christian Hautekeete | Paul De Brauwer      |                              |
| 7  | 10 décembre  | Diegem (Cyclo-cross de Diegem)             | Danny De Bie         | Henk Baars           | Paul De Brauwer      |                              |
| 8  | 20 décembre  | Overijse (Druivencross)                    | Christian Hautekeete | Danny De Bie         | Petr Hric            |                              |
| 9  | 30 décembre  | Plzeň (Grand Prix Škoda)                   | Danny De Bie         | Radomír Šimůnek sr.  | Christian Hautekeete |                              |
| 10 | 10 janvier   | Wetzikon (GP Wetzikon)                     | Danny De Bie         | Johnny Blomme        | Huub Kools           |                              |
| 11 | 1er février  | Zillebeke (Cyclo-cross de Zillebeke)       | Beat Breu            | Pascal Richard       | Henrik Djernis       | Danny De Bie                 |

### Classement général
| Pos | Coureur              | Points |
| --- | -------------------- | ------ |
| 1   | Danny De Bie         | 136    |
| 2   | Paul De Brauwer      | 99     |
| 3   | Henk Baars           | 95     |
| 4   | Christian Hautekeete | 83     |
| 5   | Kurt De Roose        | 69     |
| 6   | Huub Kools           | 69     |
| 7   | Martin Hendriks      | 65     |
| 8   | Frank van Bakel      | 61     |
| 9   | Filip Van Luchem     | 52     |
| 10  | Roger Honegger       | 50     |